# Promrob Juntima
Promrob Juntima (* 10. Februar 1988) ist ein thailändischer Kugelstoßer.

## Karriere
Erste internationale Erfahrungen sammelte Promrob Juntima bei den Südostasienspielen 2011 in Palembang, bei denen er mit 17,08 m die Bronzemedaille hinter seinem Landsmann Chatchawal Polyiam und Adi Aliffudin Hussin aus Malaysia gewann. Vier Jahre später siegte er bei den Südostasienspielen in Singapur mit neuer Bestleistung von 17,47 m, wie auch 2017 in Kuala Lumpur mit 17,42 m. Anfang September wurde er bei den Asian Indoor & Martial Arts Games in Aşgabat mit Bestleistung von 16,58 m Elfter. 2018 nahm er erstmals an den Asienspielen im indonesischen Jakarta teil und erreichte mit 16,22 m den achten Rang. 2019 gewann er bei den Südostasienspielen in Capas mit 16,42 m die Bronzemedaille hinter dem Philippiner Willie Morrison und Muhammad Ziyad Zolkefli.
2012, 2017 und 2018 wurde Juntima thailändischer Meister im Kugelstoßen.

## Persönliche Bestleistungen
- Kugelstoßen: 17,47 m, 10. Juni 2015 in Singapur
  - Kugelstoßen (Halle): 16,58 m, 18. September 2017 in Aşgabat